# 日本学生陸上競技個人選手権大会
日本学生陸上競技個人選手権大会（にほんがくせいりくじょうきょうぎこじんせんしゅけんたいかい）は、日本学生陸上競技連合が主催する日本の陸上競技大会である。学生の個人日本一を決める大会として、毎年6月に平塚競技場で開催される。

## 概要
2005年にスタートした全日本学生陸上競技チャンピオンシップの名前を変え、2008年に現在の名前で新たにスタートした。コンセプトは「個人と個人の勝負」「自己の記録への挑戦」。なお、大会名が変更されたため、大会名の前には「第〇〇回」という通し番号は付けずに西暦を付けている。
全日本学生陸上競技チャンピオンシップ時代は毎年9月に開催されていたが、日本学生陸上競技個人選手権大会になってからは毎年6月に開催されている。会場は平塚競技場で、ハンマー投のみ東海大学湘南校舎陸上競技場。実施種目は男女各18種目で、参加標準記録を突破すれば1つの大学から何名でも出場できる。大会には日本の学生のほか、台湾の学生も参加している。
2020年は新型コロナ影響で中止。2022年は成都2021ワールドユニバーシティゲームズ選考会および同大会との重複のため4月に開催。

## 大会一覧
- 会場は全て平塚競技場。ただし、ハンマー投は東海大学湘南校舎陸上競技場での開催（2007年大会のみ日本体育大学健志台陸上競技場）。

| 開催期間                             | 誕生した日本学生記録                 | 誕生した日本学生記録                 | 誕生した日本学生記録                 | 脚注                                 |
| 開催期間                             | 種目                                 | 記録                                 | 選手（大学）                         | 脚注                                 |
| 全日本学生陸上競技チャンピオンシップ | 全日本学生陸上競技チャンピオンシップ | 全日本学生陸上競技チャンピオンシップ | 全日本学生陸上競技チャンピオンシップ | 全日本学生陸上競技チャンピオンシップ |
| ------------------------------------ | ------------------------------------ | ------------------------------------ | ------------------------------------ | ------------------------------------ |
| 2005年9月10日 - 11日                 | -                                    | -                                    | -                                    | [ 4 ]                                |
| 2006年9月9日 - 10日                  | -                                    | -                                    | -                                    | [ 5 ]                                |
| 2007年9月7日 - 9日                   | -                                    | -                                    | -                                    | [ 6 ]                                |
| 日本学生陸上競技個人選手権大会       |                                      |                                      |                                      |                                      |
| 2008年6月6日 - 8日                   | -                                    | -                                    | -                                    | [ 7 ]                                |
| 2009年6月12日 - 14日                 | -                                    | -                                    | -                                    | [ 8 ]                                |
| 2010年6月18日 - 20日                 | -                                    | -                                    | -                                    | [ 9 ]                                |
| 2011年6月17日 - 19日                 | -                                    | -                                    | -                                    | [ 10 ]                               |
| 2012年6月22日 - 24日                 | 男子円盤投                           | 57m74                                | 堤雄司（国士舘大学）                 | [ 11 ]                               |
| 2013年6月21日 - 23日                 | 男子棒高跳                           | 5m75                                 | 山本聖途（中京大学）                 | [ 12 ]                               |
| 2014年6月20日 - 22日                 | -                                    | -                                    | -                                    | [ 13 ]                               |
| 2015年6月12日 - 14日                 | -                                    | -                                    | -                                    | [ 14 ]                               |
| 2016年6月10日 - 12日                 | 男子100m                             | 10秒01（+1.8）                       | 桐生祥秀（東洋大学）                 | [ 15 ]                               |
| 2017年6月9日 - 11日                  | -                                    | -                                    | -                                    | [ 16 ]                               |
| 2018年6月15日 - 17日                 | -                                    | -                                    | -                                    | [ 17 ]                               |
| 2019年6月7日 - 9日                   | -                                    | -                                    | -                                    | [ 18 ]                               |
| 2021年6月4日 - 6日                   | -                                    | -                                    | -                                    | [ 19 ]                               |
| 2022年4月15日 - 17日                 | -                                    | -                                    | -                                    | [ 20 ]                               |
| 2023年4月21日 - 23日                 | -                                    | -                                    | -                                    | [ 21 ]                               |
| 2024年6月14日 - 16日                 | -                                    | -                                    | -                                    | [ 22 ]                               |
| 2025年4月25日 - 27日                 | -                                    | -                                    | -                                    | [ 23 ]                               |

## 実施種目と大会記録
- 太字の記録は日本学生記録を意味する

| 種目         | 男子           | 男子                                | 男子 |                              | 女子           | 女子                         | 女子 |
| 種目         | 記録           | 選手（大学）                        | 年   |                              | 記録           | 選手（大学）                 | 年   |
| ------------ | -------------- | ----------------------------------- | ---- | ---------------------------- | -------------- | ---------------------------- | ---- |
| 100m         | 10秒01（+1.8） | 桐生祥秀（東洋大学）                | 2016 |                              | 11秒51（+2.0） | 前山美優（新潟医療福祉大学） | 2017 |
| 200m         | 20秒59（+0.9） | 山下潤（筑波大学）                  | 2017 |                              | 23秒67（+1.3） | 和田麻希（龍谷大学）         | 2007 |
| 400m         | 45秒84         | ウォルシュ・ジュリアン （東洋大学） | 2016 |                              | 53秒62         | 青山聖佳（大阪成蹊大学）     | 2016 |
| 800m         | 1分49秒21      | 高木駿一（鹿屋体育大学）            | 2017 |                              | 2分04秒69      | 北村夢（日本体育大学）       | 2017 |
| 1500m        | 3分46秒50      | 三宅一輝（中央大学）                | 2012 |                              | 4分20秒84      | 樺沢和佳奈（慶應義塾大学）   | 2017 |
| 5000m        | 13分59秒34     | 中西拓郎（福岡大学）                | 2012 |                              | 15分46秒84     | 鈴木優花（大東文化大学）     | 2018 |
| 100mハードル | -              | -                                   | -    |                              | 13秒33（+1.9） | 青木益未（環太平洋大学）     | 2016 |
| 110mハードル | 13秒54（+2.0） | 大室秀樹（筑波大学）                | 2012 |                              | -              | -                            | -    |
| 400mハードル | 49秒68         | 陳傑（台湾体育大学）                | 2017 |                              | 57秒02         | 青木沙弥佳（福島大学）       | 2008 |
| 3000m障害    | 8分51秒79      | 宮城壱成（東海大学）                | 2016 |                              | 9分57秒69      | 高見澤安珠（松山大学）       | 2016 |
| 10000m競歩   | 40分31秒36     | 小林快（早稲田大学）                | 2014 |                              | 45分57秒22     | 五藤怜奈（中部学院大学）     | 2016 |
| 走高跳       | 2m21           | 長谷川直人（新潟医療福祉大学）      | 2017 |                              | 1m81           | 三村有希（関西大学）         | 2009 |
| 走高跳       | 2m21           | 赤松諒一（岐阜大学）                | 2017 | 津田シェリアイ（東大阪大学） | 1m81           | 2015                         |      |
| 棒高跳       | 5m75           | 山本聖途（中京大学）                | 2013 |                              | 4m18           | 台信 愛（日本体育大学）      | 2023 |
| 走幅跳       | 8m10（+0.4）   | 林鴻敏（台湾体育大学）              | 2017 |                              | 6m46（+1.4）   | 佐藤芳美（福岡大学）         | 2008 |
| 三段跳       | 16m66（+1.7）  | 山本凌雅（順天堂大学）              | 2017 |                              | 13m13（+1.2）  | 洪珮寧（台湾師範大学）       | 2015 |
| 砲丸投       | 17m90          | 森下大地（筑波大学）                | 2017 |                              | 16m23          | 太田亜矢（福岡大学）         | 2017 |
| 円盤投       | 58m10          | 王耀輝（台北体育学院）              | 2010 |                              | 53m75          | 李采懌（国立体育大学）       | 2017 |
| ハンマー投   | 70m05          | 墨訓煕（中京大学）                  | 2017 |                              | 60m24          | 渡邊茜（九州共立大学）       | 2013 |
| やり投       | 79m42          | 鄭兆村（輔仁大学）                  | 2017 |                              | 59m63          | 斉藤真理菜（国士舘大学）     | 2017 |